# Catedral basílica de San Miguel (Veszprém)
La Catedral Basílica de San Miguel o simplemente Catedral de Veszprém (en húngaro: Szent Mihály székesegyház) es un edificio religioso de la iglesia católica que sirve como la catedral de la arquidiócesis de Veszprém, se encuentra en la ciudad de Veszprém, en Hungría.
Los hallazgos arqueológicos indican que en el año 1001 en el sitio ya había una iglesia, esta se menciona en los documentos guardados en la Abadía de Pannonhalma. En 1380, después de un incendio, la catedral fue reconstruida en estilo gótico y dedicada en 1400. A este período pertenecen partes de la cripta todavía existente. El edificio fue destruido más tarde parcialmente durante la ocupación turca. En el siglo XVIII la iglesia fue restaurada en los estilos románico y gótico, los elementos barrocos supervivientes fueron eliminados en la restauración de 1907-1910. Entre los siglos XVIII y XIX, la catedral fue sede de eventos musicales tales como conciertos de obras de compositores europeos famosos, como Mozart, Haydn y Ludwig van Beethoven. En 1981 la catedral fue elevada por el Papa Juan Pablo II al rango de basílica menor. En 1993 se convirtió en la catedral metropolitana y recibió del monasterio de Niedernburg las reliquias de la reina Gisela, esposa de Esteban I, venerada como beata por la iglesia católica y considerada como una de las importantes personalidades para la iglesia en ese país.

## Referencias

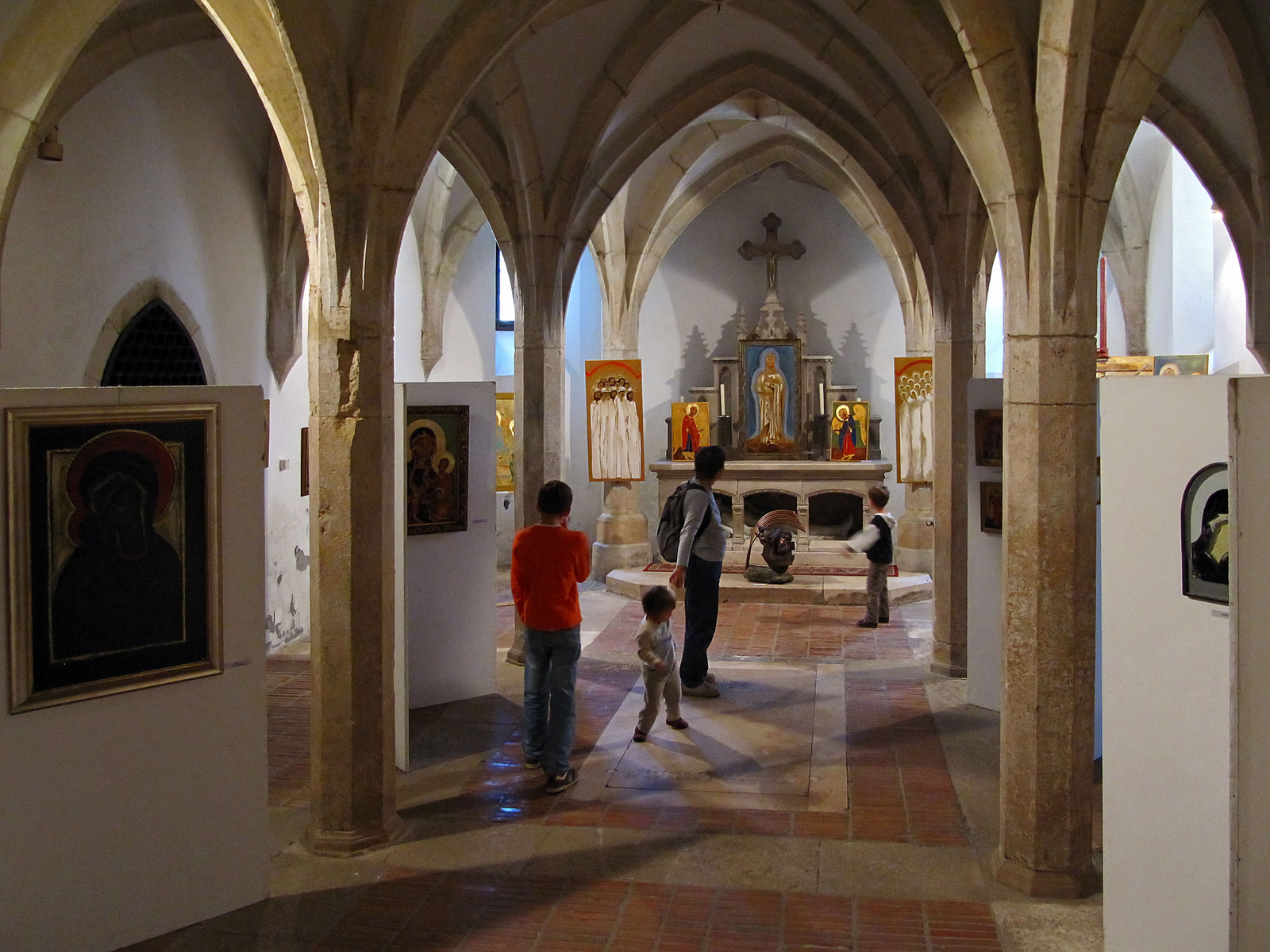
Vista interna